# Traction au point fixe

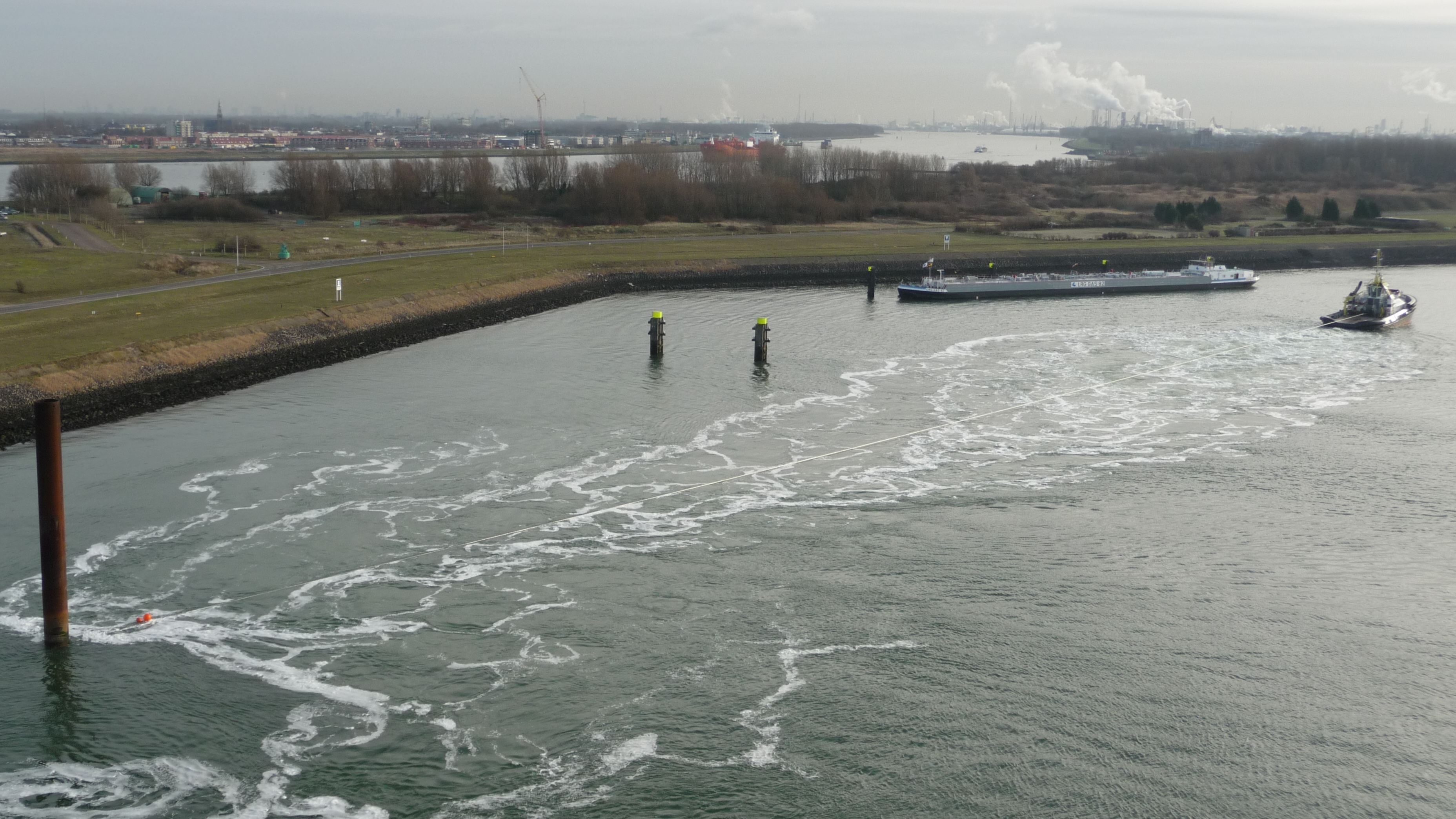
Le Multratug 3 lors d'essais de traction de bornes dans le canal de Caland, décembre 2010

La traction au point fixe est une des caractéristiques d’un navire et plus particulièrement d’un navire appelé à tracter une forte charge à faible vitesse : c’est notamment le cas des remorqueurs, des chalutiers et des transporteurs de colis lourds. Elle est définie comme la force maximale, en général exprimée en tonnes, développée à vitesse nulle. Le terme anglais Bollard pull illustre la façon de le tester, en reliant le navire à un point fixe et en mesurant l’effort avec un dynamomètre.
L’amélioration de la traction au point fixe passe par l’ajout d'une tuyère à l’hélice, l’utilisation d’une hélice à pas variable et le lissage des formes arrière de la carène afin d’améliorer le flux d’eau autour du propulseur.
La valeur de la traction au point fixe est de l’ordre de quelques dizaines de tonnes pour un remorqueur portuaire, entre 100 et 200 tonnes pour un remorqueur de haute mer et vers 300 tonnes pour les semi-submersibles les plus puissants.